# Ammotrechella hispaniolana
Espèce
Ammotrechella hispaniolana est une espèce de solifuges de la famille des Ammotrechidae.

## Distribution
Cette espèce est endémique de la province de Pedernales en République dominicaine,,. Elle se rencontre vers Cabo Rojo et Oviedo.

## Description
Le mâle holotype mesure 8,50 mm.
La femelle décrite par Teruel et Armas en 2005 mesure 15,0 mm.

## Étymologie
Son nom d'espèce lui a été donné en référence au lieu de sa découverte, Hispaniola.

## Publication originale
- Armas & Alegre, 2001 : Especie nueva de Ammotrechella (Solifugae: Ammotrechidae) de La Española, Antillas Mayores. Solenodon, vol. 1, p. 5-7 (texte intégral).